# Saumont-la-Poterie
Saumont-la-Poterie è un comune francese di 404 abitanti situato nel dipartimento della Senna Marittima nella regione della Normandia.

## Società

### Evoluzione demografica
Abitanti censiti